# Tidaholms kommun
58°11′N 13°57′Ø / 58.183°N 13.950°Ø
Tidaholm kommune ligger i det svenske län Västra Götaland i landskapet Västergötland. Åen Tidan løber gennem kommunen, hvis administrationscenter ligger i byen Tidaholm.

## Byer
Tidaholm kommune har tre byer.
Indbyggere pr. 31. december 2005.
| #  | By          | Indbyggere |
| -- | ----------- | ---------- |
| 1. | Tidaholm    | 7 920      |
| 2. | Madängsholm | 442        |
| 3. | Ekedalen    | 415        |

## Seværdigheder
- Dimbo gravfelt
- Hökensås, naturreservat

## Eksterne kilder og henvisninger
- Wikimedia Commons har flere filer relateret til Tidaholms kommun